# Maho Film
Maho Film (japonsky 株式会社Maho Film, Kabušiki gaiša Maho Film) je japonské animační studio, které bylo založeno 29. května 2018 v Suginami v Tokiu. Založil jej Džundži Murata poté, co v roce 2018 odešel ze studia Aši Productions. Název studia, jenž v překladu zní „magie“, symbolizuje přání vytvářet magické tituly, které dávají sny. 

## Tvorba

### Televizní seriály
| Rok  | Název                                                                      | Režie           | Od                | Do                | Díly          | Poznámky                                                             | Zdroje |
| ---- | -------------------------------------------------------------------------- | --------------- | ----------------- | ----------------- | ------------- | -------------------------------------------------------------------- | ------ |
| 2019 | Uči no ko no tame naraba, ore wa mošikašitara maó mo taoseru kamo širenai. | Takejuki Janase | 4. července 2019  | 19. září 2019     | 12            | Adaptace série light novel, jejímž autorem je Chirolu.               | [ 3 ]  |
| 2020 | 100-man no inoči no ue ni ore wa tatteiru                                  | Kumiko Habara   | 2. října 2020     | 18. prosince 2020 | 12            | Adaptace série mangy, jejímž autorem je Naoki Jamakawa.              | [ 4 ]  |
| 2020 | Kami-tači ni hirowareta otoko                                              | Takejuki Janase | 4. října 2020     | 20. prosince 2020 | 12            | Adaptace série light novel, jejímž autorem je Roy.                   | [ 5 ]  |
| 2021 | 100-man no inoči no ue ni ore wa tatteiru 2                                | Kimono Habara   | 10. července 2021 | bude oznámeno     | bude oznámeno | Pokračování anime seriálu 100-man no inoči no ue ni ore wa tatteiru. | [ 6 ]  |
| 2022 | Leadale no daiči nite                                                      | Takejuki Janase | 2022              | bude oznámeno     | bude oznámeno | Adaptace série light novel, jejímž autorem je Ceez.                  | [ 7 ]  |